# Szkoła Podstawowa nr 3 w Tarnobrzegu
Szkoła Podstawowa nr 3 (tzw. Trójka) – publiczna szkoła dla dzieci i młodzieży założona 1 września 1964 roku w Tarnobrzegu przy ulicy Jana Kochanowskiego.
Szkoła od początku miała charakter sportowy, w 1974 otrzymała oficjalny status szkoły sportowej, a w XXI wieku pozostała szkołą z profilem sportowym. Początkowo współpracująca również ściśle z klubem sportowym Siarkopolu. W roku szkolnym 2023/2024 została wyróżniona jako szkoła najlepiej realizująca zadania sportowe w województwie podkarpackim.

## Historia
Budynek szkoły został oddany do użytku 1 września 1964 roku. Od początku szkoła była pod opieką pobliskiego klubu sportowego „Siarka”. Już w 1965 roku wychowankowie szkoły mieli sukcesy sportowe w pływaniu. W 1974 roku oficjalnie stała się szkołą sportową i była wówczas jedyną szkołą z klasami sportowymi w województwie tarnobrzeskim.
W latach 1964–1969 w budynku szkoły mieściło się również Techniku Mechaniczno-Elektryczne. Natomiast w latach 1975–1981 Miejski Zespół Ekonomiczno-Administracyjny Szkół w Tarnobrzegu. Od 1987 roku swoją siedzibę w szkole miało również Studium Nauczycielskie, które w 1991 roku przekształcone w Kolegium Nauczycielskie.
W 1994 roku zarządzanie szkołą zostało oficjalnie przejęta przez miejski samorząd. W ramach przekształceń przestała być szkołą sportową, choć zachowała sportowy profil nauczania.
W ramach reformy oświatowej (związanej z gimnazjami) od roku szkolnego 1999/2000 „Trójka” stała się szkołą sześcioklasową. W 2001 roku budynek szkoły opuściło Kolegium Nauczycielskie. Szkoła prowadziła tzw. oddziały gimnazjalne związane z reformą oświaty z 2017 roku i przeszła wówczas z powrotem na system ośmioklasowy.

### Patroni szkoły
- 1968–1998 Tomasz Dąbal[3][2]
- 1998– Alfred Freyer[3]

### Dyrekcja
- 1964–1972 Antoni Kowalski[3][10]
- 1973–1978 Stanisław Sworst[3][10]
- 1979–1984 Stanisław Szkwara[3][10]
- 1985–1987 Janina Sworst[3][10]
- 1988–1991 Władysław Jakubowicz[3][10]
- 1991–2002 Maria Hełmecka[3][10]
- 2002–2011 Anna Czaplińska[3][10]
- 2011–2016 Anetta Martyniuk[3][10]
- 2016– Mirosław Holuk[3]

## Znani absolwenci
- Marek Siwiec – późniejszy szef BBN, uczęszczał do Trójki w latach 60. XX wieku[11].
- Jacek Zieliński – piłkarz i późniejszy trener, m.in. Siarki Tarnobrzeg[11].
- Robert Korzeniowski – polski olimpijczyk, uczęszczał do szkoły w latach 1980–1983, od 6. do 8. klasy. Według danych szkoły był wzorowym uczniem[3][11].
- Kinga Stefańska – późniejsza mistrzyni Polski w tenisie stołowym, jest absolwentką SP3 z 1995 roku[11][12].

## Wyróżnienia
W 2024 roku za otrzymała wyróżnienie dla szkoły najlepiej realizującej programu Wojewódzkich Igrzysk Młodzieży Szkolnej w województwie podkarpackim. Nagrodę przyznał Szkolny Związek Sportowy w ramach podsumowania akcji Wojewódzkie Współzawodnictwa Sportowego Szkół, Klubów, Gmin i Powiatów za rok szkolny 2023/2024 odbywającego się w Rzeszowie. Nagrodę „Za zasługi w rozwoju sportu szkolnego” otrzymał wówczas również ówczesny dyrektor szkoły Mirosław Holuk.